# Lyssa velutinus
Lyssa velutinus är en fjärilsart som beskrevs av Johannes Karl Max Röber 1927. Lyssa velutinus ingår i släktet Lyssa och familjen Uraniidae. Inga underarter finns listade i Catalogue of Life.